# Polanco del Yi
Polanco del Yi es una localidad uruguaya del departamento de Florida.

## Geografía
La localidad se ubica al norte del departamento de Florida, sobre las costas del río Yi, próximo al límite con el departamento de Durazno y junto a la ruta nacional 42. La ciudad más próxima es Sarandí Grande que se encuentra a 40 km al suroeste por la ruta 42.

## Población
Según el censo del año 2011 la localidad contaba con una población de 38 habitantes.
| 141           | 217 | 95 | 93 | 82 | 38 |
| (Fuente: INE) |     |    |    |    |    |